# Бурэ, Лев Леонардович
Лев (Леон) Леонардович Бурэ (1887—1943) — известный советский график и живописец.
Член Ассоциации художников революционной России (АХРР) с 1926 года. Сыграл значительную роль в становлении таджикской и узбекской газетно-журнальной графики.

## Биография
Родился 21 июня 1887 года в Самарканде.
Учился в школе В. Н. Мешкова в Москве (1904—1905), посещал мастерскую Ф. А. Рубо в петербургской Академии художеств (1907—1912). Ha каникулы Бурэ обычно приезжал в Самарканд, где работал над этюдами вместе с туркестанскими художниками И. C. Казаковым, A. B. Исуповым и другими.
В 1911 году Бурэ представил 100 карикатурных работ на выставке в Самарканде, после чего подвергался преследованиям за критику колониальной политики России. В 1918 году он принял непосредственное участие в организации художественного училища, единственного тогда в Туркестанском крае, и до конца своей жизни занимался педагогической деятельностью.
Сотрудничал в узбекских советских газетах и журналах как карикатурист. Создал ряд политических плакатов.
Как живописец работал преимущественно над архитектурным пейзажем, во многом опираясь на традиции В. В. Верещагина («Самарканд. Регистан», 1940, Музей искусств Узбекской ССР, Ташкент).
Писал также жанровые картины («Женский клуб», 1930) и исторические («Зиндан», 1929; обе — в Республиканском музее истории, культуры и искусства Узбекской ССР, Самарканд).
Умер 30 декабря 1943 года в Самарканде, похоронен на Центральном кладбище города.

## Звания и награды
- Заслуженный деятель искусств Узбекской ССР (1939).

## Галерея

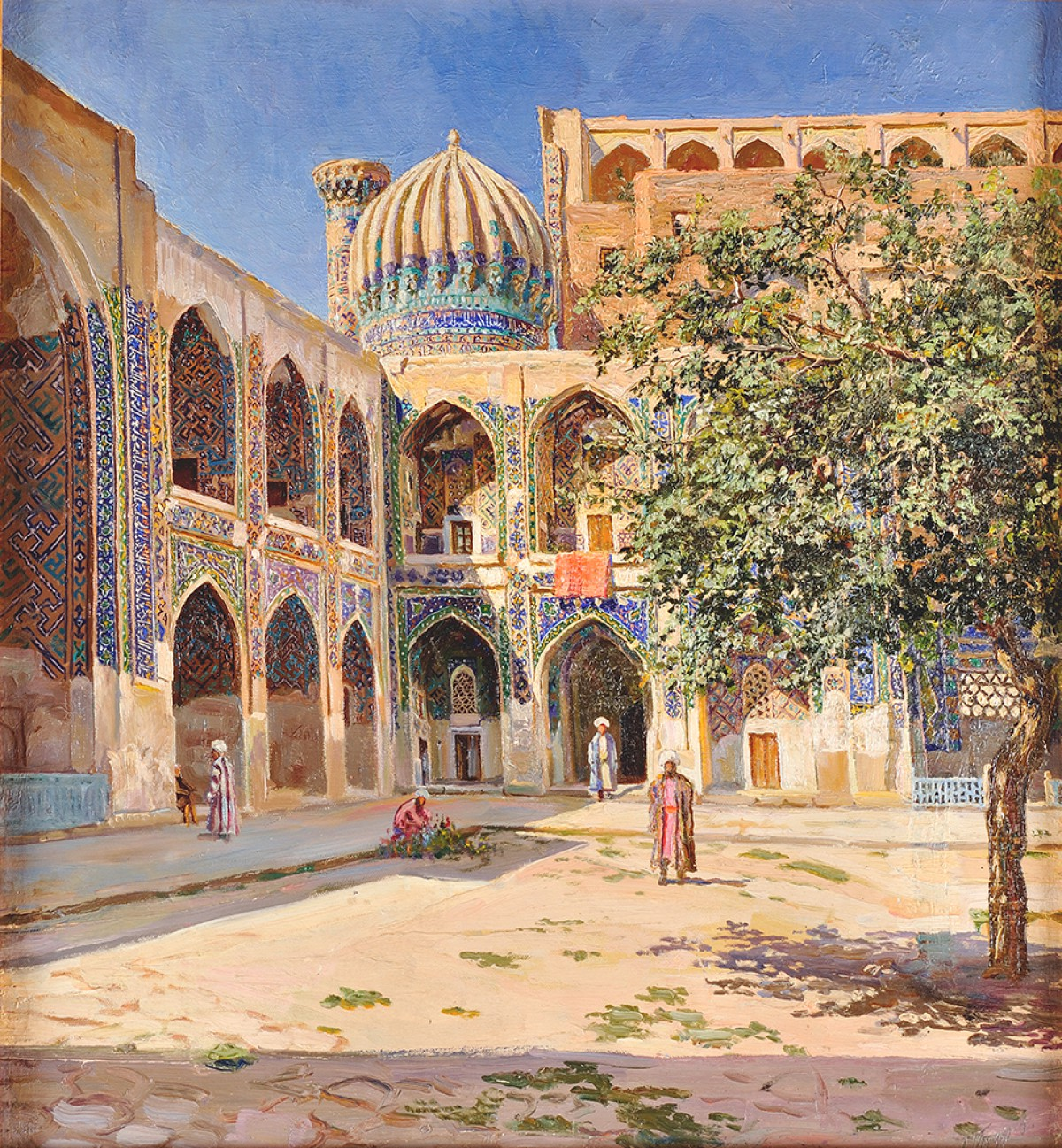
Бурэ. Двор медресе Шир-Дор в Самарканде. 1913
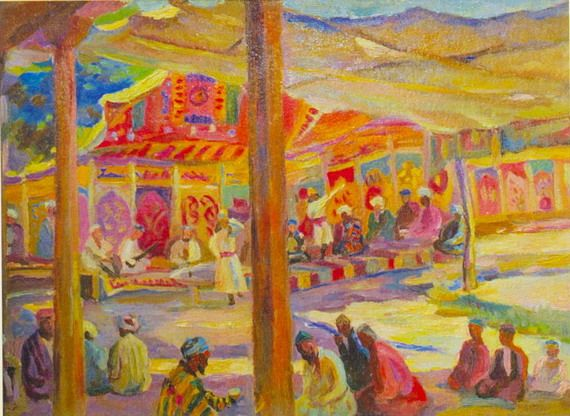
Танец бачей у палаток
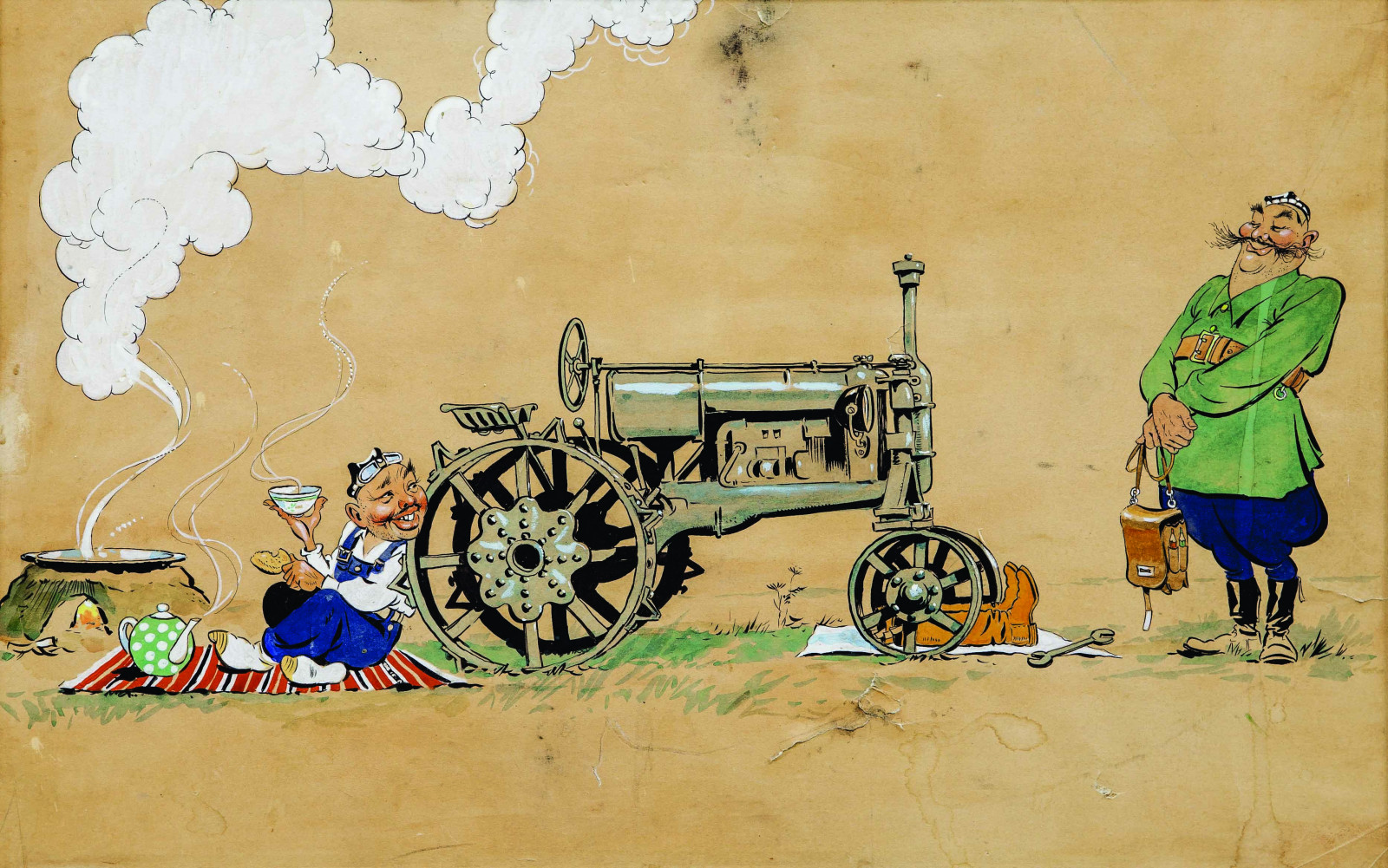
Начальника, не ругайся
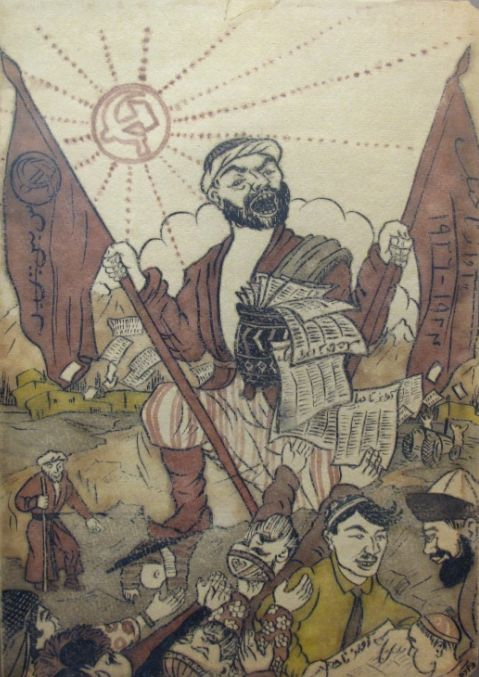
Карикатуры
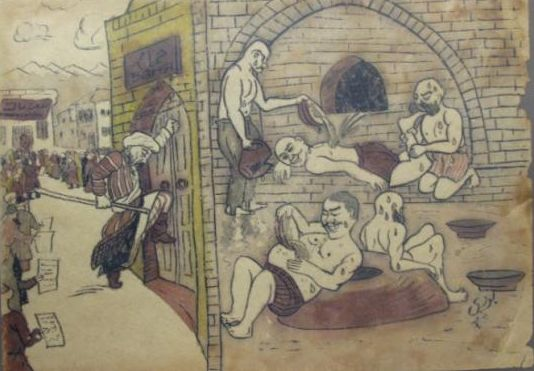
Карикатуры